# San Rafael megye
San Rafael egy megye Argentína nyugati részén, Mendoza tartományban. Székhelye San Rafael.

## Népesség
A megye népessége a közelmúltban a következőképpen változott:
| Év   | Lakosság |
| ---- | -------- |
| 2001 | 171 402  |
| 2010 | 188 018  |